# Мангушська селищна рада
Ма́нгушська се́лищна ра́да — адміністративно-територіальна одиниця та орган місцевого самоврядування в Мангушському районі Донецької області. Адміністративний центр — селище міського типу Мангуш.

## Загальні відомості
- Територія ради: 9,291 км²
- Населення ради: 8 331 особа (станом на 1 січня 2011 року)

## Населені пункти
Селищній раді підпорядковані населені пункти:
- смт Мангуш

## Історія
Донецька обласна рада рішенням від 28 квітня 2009 року внесла в адміністративно-територіальний устрій області такі зміни: у Першотравневому районі уточнила назву Мангуської селищної ради на Мангушську.

## Склад ради
Рада складається з 30 депутатів та голови.
- Голова ради: Котенджи Олександр Валентинович

### Депутати
За результатами місцевих виборів 2010 року депутатами ради стали:

#### За суб'єктами висування
| Суб'єкт висування | Кількість обраних депутатів | %    |
| ----------------- | --------------------------- | ---- |
| Партія регіонів   | 25                          | 83,3 |
| Самовисування     | 5                           | 16,7 |

#### За округами
| № округу        | Прізвище, ім'я, по батькові      | Дата визнання обраним | Освіта             | Партійна приналежність | Відомості про обраного депутата                                                              |
| --------------- | -------------------------------- | --------------------- | ------------------ | ---------------------- | -------------------------------------------------------------------------------------------- |
| Партія регіонів |                                  |                       |                    |                        |                                                                                              |
| 1               | Чернікова Любов Якимівна         | 04.11.2010            | вища               | член Партії регіонів   | пенсіонер                                                                                    |
| 2               | Тільмаченко Микола Геннадіойвич  | 04.11.2010            | вища               | член Партії регіонів   | ВАТ"Донецьк-обленерго", заступник начальника                                                 |
| 3               | Половников Ігор Олександрович    | 04.11.2010            | вища               | член Партії регіонів   | відділ Держкомзему у Першотравневому районі, завідувач сектору оцінки та ринку земель        |
| 5               | Хаджинова Світлана Володимирівна | 04.11.2010            | середня            | член Партії регіонів   | Агроцех № 10 ДП «Ілліч-Агро Донбас» ПАТ «ММК ім. Ілліча», інспектор кадрів                   |
| 6               | Ільїна Раїса Василівна           | 04.11.2010            | вища               | член Партії регіонів   | дитячий садок «Аліса», завідую-ча                                                            |
| 7               | Векліч Сргій Миколайович         | 04.11.2010            | вища               | член Партії регіонів   | база відпочинку "Зелений мис"ТОВ «Побут-сервіс», комендант                                   |
| 8               | Трегубенко Володимир Васильович  | 04.11.2010            | вища               | член Партії регіонів   | Агроцех № 11 ДП «Ілліч-Агро Донбас» ПАТ «ММК ім. Ілліча», завідувач господарства             |
| 10              | Шайда Руслана Миколаївна         | 04.11.2010            | середня спеціальна | член Партії регіонів   | Мангушська селищна рада, касир по податкам                                                   |
| 12              | Ростова Ніна Михайлівна          | 04.11.2010            | середня спеціальна | член Партії регіонів   | пенсіонер                                                                                    |
| 14              | Головня Ірина Анатоліївна        | 04.11.2010            | вища               | член Партії регіонів   | Першотравнева райдержадміністрація, начальник служби у справах дітей                         |
| 15              | Огунлух Світлана Юріївна         | 04.11.2010            | вища               | член Партії регіонів   | Мангушська селищна рада, головний бухгалтер                                                  |
| 16              | Бєлова Прасков'я Антонівна       | 04.11.2010            | середня спеціальна | член Партії регіонів   | Мангушська селищна рада, секретар                                                            |
| 17              | Трофімова Тетяна Геннадіївна     | 04.11.2010            | вища               | член Партії регіонів   | Першотравнева районна лікарня, акушер- гінеколог                                             |
| 18              | Шепель Ігор Володимирович        | 04.11.2010            | вища               | член Партії регіонів   | тимчасово не працює                                                                          |
| 19              | Вощук Валентин Антонович         | 04.11.2010            | вища               | позапартійний          | пенсіонер                                                                                    |
| 21              | Караянов Віктор Федорович        | 04.11.2010            | середня спеціальна | член Партії регіонів   | Агроцех № 11 ДП «Ілліч-Агро Донбас» ПАТ «ММК ім. Ілліча», інженер з охорони праці            |
| 22              | Мануілова Олена Антонівна        | 04.11.2010            | середня спеціальна | член Партії регіонів   | Мангушська селищна рада, бухгалтер                                                           |
| 23              | Папазов Віталій Іванович         | 04.11.2010            | вища               | член Партії регіонів   | Бердянська загальноосвітня школа І-ІІІ ст., вчитель фізичної культури                        |
| 24              | Пономаренко Наталя Анатоліївна   | 04.11.2010            | вища               | член Партії регіонів   | Мангушська селищна рада, спеціаліст-юрист                                                    |
| 25              | Чернишов Сергій Андрійович       | 04.11.2010            | вища               | член Партії регіонів   | Інспекція Держтехнагляду облдержадміністрації по Першотравневому району, головний спеціаліст |
| 26              | Бузівський Костянтин Миколайович | 04.11.2010            | вища               | член Партії регіонів   | Агроцех № 11 ДП «Ілліч-Агро Донбас» ПАТ «ММК ім. Ілліча», комірник                           |
| 27              | Беш Володимир Васильович         | 04.11.2010            | вища               | член Партії регіонів   | Агроцех № 11 ДП «Ілліч-Агро Донбас» ПАТ «ММК ім. Ілліча», ведучий інженер-енергетік          |
| 28              | Тітішов Анастас Олександрович    | 04.11.2010            | вища               | член Партії регіонів   | Агроцех № 11 ДП «Ілліч-Агро Донбас» ПАТ «ММК ім. Ілліча», головний інженер                   |
| 29              | Тесленко Єгана Гейбат            | 04.11.2010            | вища               | член Партії регіонів   | Мангушська селищна рада, спеціаліст-землевпорядник                                           |
| 30              | Паша Галина Дмитрівна            | 04.11.2010            | вища               | член Партії регіонів   | Мангушське комунальне підприємство «Комунальник», інженер                                    |
| Самовисування   |                                  |                       |                    |                        |                                                                                              |
| 4               | Ромащенко Роман Михайлович       | 04.11.2010            | вища               | позапартійний          | Першотравнева районна лікарня, лікар-хірург                                                  |
| 9               | Мазур Володимир Станіславович    | 04.11.2010            | вища               | позапартійний          | приватний підприємець                                                                        |
| 11              | Ватраль Олена Дмитрівна          | 04.11.2010            | вища               | позапартійна           | ВАТ «Донецькобленерго», юрист консульт                                                       |
| 13              | Красозов Микола Андрійович       | 04.11.2010            | вища               | позапартійний          | МПП «Кнів», директор                                                                         |
| 20              | Сафошин Андрій Михайлович        | 04.11.2010            | вища               | позапартійний          | приватний підприємець                                                                        |